# 파스쿠알 세르베라
파스쿠알 세르베라 이 토페테(스페인어: Pascual Cervera y Topete)는 스페인 왕국의 해군 군인, 공직자이다. 미국-스페인 전쟁 등에 참전하였으며 산티아고데쿠바 전투에서 미국 해군에 패배했다.
해군사관학교 출신으로 모로코 근해와 술루 제도, 필리핀 등지에서 작전에 참가했다. 그 후 제3차 카를로스파 전쟁 당시에 서인도 해군기지에 있다가 1873년 스페인으로 돌아와 카를로스파에 맞서 주 반란을 진압했다. 몇 년 동안 계속적으로 승진했고, 1892년에는 프락세데스 마테오 사가스타 내각에 의하여 해군 장관이 되었다. 그러나, 해군 개혁과 추가 경비에 대한 지지를 받지 못하여 곧 사임했다.
1898년 4월 미국-스페인 전쟁이 일어나자 카보베르데 제도에 기지를 둔 4척의 순양함과 수 척의 구축함으로 구성된 소함대의 지휘를 맡았다. 이 비운의 함대는 사령관이 이미 몇 차례에 걸쳐 해군 장관과 총리 사가스타에게 석탄과 탄약이 충분하지 못하다는 경고 전문을 보냈으나 응답을 받지 못한 채 무모하게 대양으로 출항했다. 그는 정부의 지시를 따라 육상 봉쇄된 산티아고데쿠바 항구로 가서 약간의 대포와 해군 여단을 상륙시켜 수비에 협조했다. 그는 계속해서 열띤 진정을 올렸으나, 마드리드에서는 정치적 이유를 내세워 계속 항진하라는 명령만 내렸을 뿐이다. 그의 소함대는 3배나 우세한 미 해군에게 전멸당하고 말았다. 그는 3명의 함장과 1,800명의 선원 및 수병과 함께 뉴햄프셔의 포츠머스로 잡혀갔다. 전쟁이 끝난 뒤 그와 함장들은 스페인 육해군의 최고 법정에서 재판을 받고 모두 명예롭게 무죄 판결을 받고 석방되었다. 1901년에 해군 중장이 되고, 이듬해에는 해군 참모총장이 되었으며, 1903년에는 종신 상원 의원이 되었다.